# Gårdarna runt sjön (romansvit)
Gårdarna runt sjön är en romansvit av Birgit Th. Sparre som inleds med Gårdarna runt sjön, utgiven 1928 och avslutas med Lyckan går igen från 1976. En tionde roman, som egentligen skulle ha avslutat serien, blev aldrig färdig. Romansviten utspelar sig i trakten runt sjön Åsunden i närheten av Ulricehamn. Familjerna Riddercrona (på godsen Heljö och Björksund) och Stjärnudd (på godset Stjärnö) spelar stora roller.

## Böcker i sviten
- 1928 – Gårdarna runt sjön
- 1932 – En gård till salu
- 1937 – Ramsjögården
- 1938 – Lindöarvet
- 1943 – Det hände på gårdarna
- 1953 – Vägen till Ekenäs
- 1967 – En gård byter ägare
- 1972 – Herrgårdsromans
- 1976 – Lyckan går igen

## Gårdarna i verkligheten
De fiktiva gårdarna i romansviten är baserade på riktiga gods, som finns runt Åsunden.
- Stjärnö heter egentligen Sjöred och ägs och förvaltas av Daniel och Birgitta Gunnardo.
- Lindö heter Hofsnäs och har tidigare ägts av ätten Stenbock och senare av ätten Sparre. Ägs numer av Borås kommun.
- Romanernas Heljö slott är Torpa stenhus.
- Björksund heter Högagärde och ägs av Magnus Barnekow.
- Förebilden till den femte gården, Ekenäs, är Arnäsholm, som inte ligger vid Åsunden.